# Fergie (ca sĩ)
Fergie Duhamel (/ˈfɜːrɡi dəˈmɛl/) (tên khai sinh là Stacy Ann Ferguson, sinh ngày 27 tháng 3 năm 1975 tại California, Mỹ), với nghệ danh trên sân khấu là Fergie, là một ca sĩ, nhạc sĩ người Mỹ. Cô từng là thành viên của chương trình truyền hình dành cho trẻ em Kids Incorporated và của ban nhạc Wild Orchid. Hiện tại cô đang là giọng hát chính cho nhóm nhạc The Black Eyed Peas và cũng đảm nhiệm luôn vai trò ca sĩ hát solo với album đầu tay The Dutchess thu được nhiều thành công, đặc biệt tại thị trường Mỹ.

## Tiểu sử

### Thời thơ ấu
Fergie sinh ra ở Hacienda Heights, California, Mỹ, là con gái của Terri Jackson và Patrick Ferguson. Cha cô mất vào tháng 9 năm 2021. Cô có một chị gái, cũng là một nghệ sĩ. Cô sinh ra trong một gia đình có yêu nghệ thuật, nên cô rất được ủng hộ khi đi theo con đường này.
Năm 8 tuổi, Fergie tham gia lồng tiếng cho nhân vật Sally và Lucy trong bộ phim hoạt hình Peanuts về chú chó Snoopy. Từ năm 1984 đến 1989, cô biểu diễn trên show truyền hình dành cho thiếu nhi mang tên Kid Incorporated và nhanh chóng nổi tiếng.

### Sự nghiệp âm nhạc

#### Wild Orchid
Năm 1994, Fergie cùng 2 bạn diễn ở Kid Incorporated là Stafanie Ridel và Renee Sandstrom thành lập nhóm nhạc nữ mang tên Wild Orchid. Nhóm nhạc này ra được 2 album là Wild Orchid (1996) và Oxygen (1998) và có 4 đĩa đơn lọt vào Billboard Hot 100.
Nhưng đến năm 2001, Wild Orchid buộc phải tan rã vì hãng đĩa từ chối hợp tác và không tìm được đối tác phát hành album.

#### 2003–2006: Thành công với Black Eyed Peas

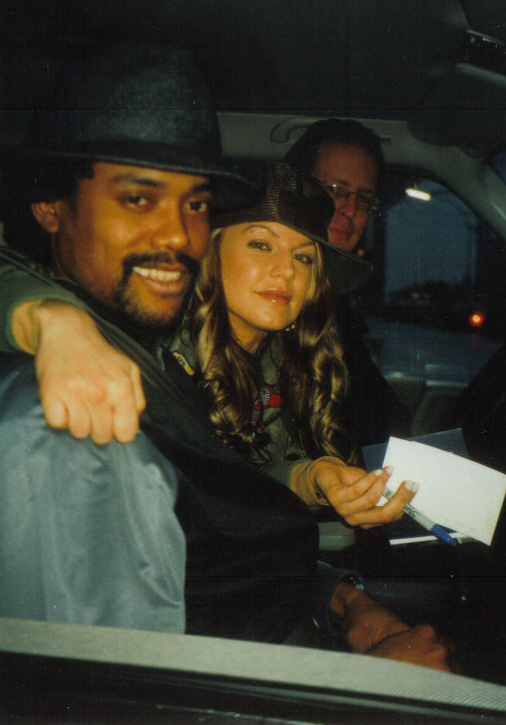
Fergie trong nhóm Black Eyed Peas

Năm 2003, Fergie thu âm ca khúc "Shut Up" cùng 3 thành viên của nhóm nhạc Black Eyed Peas trong album thứ ba của nhóm mang tên Elephunk. Cô còn góp giọng trong 5 ca khúc khác trong album. Khi Elephunk ra mắt, người quản lý hãng thu âm Interscope ấn tượng trước phong cách và giọng hát của Fergie liền cho cô thế vào vị trí của Kim Hill (đã rời nhóm năm 2000) trong nhóm Black Eyed Peas. Khi được hỏi về việc thành lập nhóm, will.i.am đã gọi Fergie là "biểu tượng" cho Black Eyed Peas. Sau khi ca khúc "Where Is the Love?" trong album Elephunk phát hành, nó đã trở thành cú hit đầu tiên của Black Eyed Peas: giữ vị trí thứ 8 trên Billboard Hot 100 và đứng đầu các bảng xếp hạng tại các quốc gia khác. Tiếp đó album phát hành "Shut Up", đứng đầu nhiều bảng xếp hạng trên thị trường. Đĩa đơn thứ ba "Hey Mama" trong album giữ vị trí thứ 10 tại nhiều quốc gia châu Âu và giữ vị trí thứ 23 tại Mỹ vào năm 2004.
Album Monkey Business kế tiếp được phát hành vào ngày 7 tháng 6 năm 2005, giữ vị trí thứ hai trên bảng xếp hạng album Billboard 200 Mỹ, bán ra với hơn 295.000 bản trong tuần đầu tiên và sau đó đạt 3 chứng nhận bạch kim từ RIAA. Đĩa đơn thương mại cuối cùng trong album là "Pump It", phần lớn âm thanh được mượn từ "Misirlou", phiên bản đặc biệt của Dick Dale; giữ vị trí thứ 8 tại Úc và thứ 18 tại Mỹ. Đĩa đơn đầu tiên của album "Don't Phunk with My Heart" là một bài hit ở Mỹ, giữ vị trí thứ 3 tại Hot 100 Mỹ và đoạt giải Grammy cho hạng mục Màn trình diễn Rap xuất sắc bởi song ca hoặc nhóm. Đĩa đơn thứ hai "Don't Lie" giữ vị trí thứ 14 trên Hot 100 Mỹ nhưng đạt nhiều thành công tại Anh và Úc  và giữ vị trí thứ 6 tại cả hai thị trường. "My Humps", một ca khúc khác nằm trong album, nhanh chóng đạt nhiều thành công về mặt thương mại tại thị trường Mỹ và sóng vô tuyến radio mặc dù từ ngữ mang xu hướng gợi dục, giữ vị trí thứ 3 tại Hot 100 Mỹ và vị trí thứ nhất tại Úc, khiến nó trở thành 4 đĩa đơn đạt vị trí thứ nhất tại Úc. Cuối năm 2005, Black Eyed Peas lưu diễn cùng Gwen Stefani. Vào tháng 12 năm 2005, nhóm bắt tau thực hiện "European Tour". Vào tháng 3 năm 2006, Black Eyed Peas thực hiện chuyến lưu diễn một lần nữa trong Honda Civic Tour.

#### 2006–2008:The Dutchess

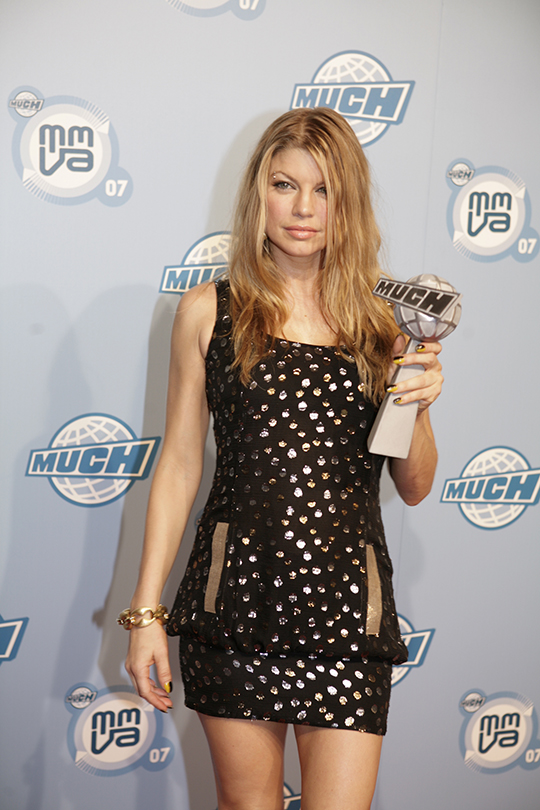
Fergie tại lễ trao giải 2007 MuchMusic Video Awards vào ngày 17 tháng 6 năm 2007

Album đầu tiên của Fergie The Dutchess được phát hành vào tháng 9 năm 2006. No được ghi âm vào năm 2005. [Interscope CEO] Jimmy Iovine đã nghe thử một vài [ca khúc] và đã thích nó, 'Nó rất là tốt, hãy phát hành nó'. Một trong những nhà sản xuất cho album này là thành viên will.i.am của nhóm nhạc Black Eyed Peas đã nói rằng cô ấy "đã viết về sự đấu tranh và xua đuổi ma quỷ của cô. Bài hát dành cho những cô gái trẻ trở nên mạnh mẽ, và họ phải trải qua mọi điều trong cuộc sống, và tiếp tục lớn lên trong thế giới đầy bất ổn này." "London Bridge" được phát hành ngày 18 tháng 7 năm 2006 trên sóng radio như đĩa đơn chính của the album và ngày 7 tháng 8 năm 2006, trên iTunes. Ca khúc nhận được thành công lớn và dẫn đầu bảng xếp hạng Billboard Hot 100 (trong 3 tuần) và  New Zealand, trong khi đó đạt top 10 đến 20 tại các quốc gia khác. Video ca nhạc bao gồm các thành viên Black Eyed Peas tại Cầu Tháp Luân Đôn
Đĩa đơn "Fergalicious" tiếp theo được phát hành ngày 23 tháng 10 năm 2006. Ca khúc này được hát đệm bởi will.i.am, đạt vị trí thứ hai trên Billboard Hot 100, thứ năm tại Úc và New Zealand, mặc dù giữ vị trí thấp hơn "London Bridge" ở châu Âu. Video ca nhạc được Fergie lấy cảm hứng từ nhà máy kẹo Willy Wonka. "Glamorous" là đĩa đơn thứ ba trong album được phát hành ngày 20 tháng 2 năm 2007. Ca khúc hát đệm bởi Ludacris, trở thành đĩa hơn hạng nhất khác của Fergie tại Mỹ, và đạt top 10 tại hơn bảy quốc gia khác. Đĩa đơn thứ tư "Big Girls Don't Cry" được phát hành ngày 22 tháng 5 năm 2007. Bài ballad đạt nhiều thành công lớn trên toàn cầu, đạt hạng nhất tại 10 quốc gia, bao gồm Úc, Canada và Mỹ; nó cũng là một trong những đĩa đơn của album thành công nhất ở châu Âu. "Clumsy" được chọn làm đĩa đơn thứ 5 và là đĩa đơn cuối cùng của album. Nó được phát hành vào ngày 25 tháng 9 năm 2007 và trở thành một hit top 10 tại năm quốc gia bao gồm Úc và Mỹ.
Vào tháng 12 năm 2007, Blender chọn Fergie là phụ nữ của năm. Vào năm 2007, Black Eyed Peas bắt tay vào Black Blue & You World Tour và ghé thăm trên 20 quốc gia. Fergie quay lại sự nghiệp diễn xuất năm 2006, xuất hiện với tư cách ca sĩ phòng trà trong Poseidon remake. Sau đó cô đóng vai phụ trong Grindhouse năm 2007 và the Nine năm 2009. Fergie và các thành viên khác trong bộ phim Nine đã nhận đề cử cho sự biểu diễn trong phim. Vào ngày 31 tháng 12 năm 2006, Fergie bắt đầu dẫn chương trình Dick Clark's New Year's Rockin' Eve trên ABC cho các phân đoạn Hollywood ghi hình trước sau khi New Year Ball đến Times Square. Vào năm 2008, Fergie đã ký hợp đồng với Brown Shoe để thành lập thương hiệu thời trang giày.

#### Sự nghiệp solo
Sau 2 album rất thành công của Black Eyed Peas, Fergie tung ra album solo đầu tiên của mình mang tên The Dutchess phát hành tháng 11 năm 2006. Album này không đồng nghĩa với việc cô sẽ rời bỏ Black Eyed Peas mà nó còn được will.i.am - thành viên trong nhóm làm nhà sản xuất. The Dutchess bán được 279.000 bản trong tuần đầu tiên và đến nay đã tiêu thụ hết 6.3 triệu bản trên toàn thế giới.
Album sản xuất ra 5 đĩa đơn rất thành công của Fergie là "London Bridge", "Fergalicious", "Glamorous", "Big Girls Don't Cry" và "Clumsy". 5 đĩa đơn này đều lọt vào Top 5 tại Mỹ, trong đó có đến 3 đĩa đơn đạt vị trí cao nhất của Billboard Hot 100. Trong đó đáng chú ý nhất "Big Girls Don't Cry" đã quán quân tại nhiều nước trên thế giới và là đĩa đơn quán quân đầu tiên của cô tại United World Chart và được đề cử Grammy cho "Ca khúc nhạc Pop xuất sắc nhất của nữ nghệ sĩ", cũng là ca khúc được download nhiều nhất trên iTunes năm 2007.
Năm 2008, Fergie tiếp tục phát hành lại album The Dutchess: Deluxe Edition có thêm 5 ca khúc mới, trong đó có đĩa đơn "Party People" đã lọt vào Top 40 tại Mỹ và Top 20 tại Anh.

#### 2019–nay: Dự án kinh doanh
Vào tháng 3 năm 2019, Fergie đến Toronto, Canada để quảng bá hai nhãn giày thời trang, Fergalicious by Fergie và Fergie Footwear, tại cửa hàng cao cấp Hudson's Bay Canada vào tháng 10 năm 2015. Fergie Footwear là một dòng cao cấp bán tại cửa hàng cao cấp như Nordstrom, trong khi Fergalicious by Fergie là dòng sản phẩm thấp hơn được bán tại những cửa hàng như Famous Footwear.
Vào năm 2020, Fergie và nhà máy rượu của cha cô Pat Ferguson, được phát hành năm 2006, phát hành 3 dòng rượu mới gọi là 2012 Syrah, 2012 Fergalicious và 2013 Viognier. Tên rượu được đặt theo lời bài hát của Fergie và Black Eyed Peas.
Vào tháng 4 năm 2022, bài hát "First Class" của apper Jack Harlow đạt vị trí thứ nhất tại Billboard Hot 100, một phần bài hát lấy mẫu từ "Glamorous" của Fergie. Variety báo cáo rằng sau khi đĩa đơn của Harlow phát hành, "Glamorous" đã tăng 70% lượt xem và tăng 125% doanh thu nhạc số. Harlow và Fergie mở màn 2022 MTV Video Music Awards với màn biểu diễn "First Class". New York Post gọi nó là màn biểu diễn xuất sắc nhất đêm đó.

## Album
| Năm  | Tên album                                                                                | Vị trí trên bảng xếp hạng | Vị trí trên bảng xếp hạng | Vị trí trên bảng xếp hạng | Vị trí trên bảng xếp hạng | Vị trí trên bảng xếp hạng | Vị trí trên bảng xếp hạng | Doanh thu                                 |
| Năm  | Tên album                                                                                | Mỹ                        | Anh                       | Canada                    | Úc                        | Pháp                      | Đức                       | Doanh thu                                 |
| ---- | ---------------------------------------------------------------------------------------- | ------------------------- | ------------------------- | ------------------------- | ------------------------- | ------------------------- | ------------------------- | ----------------------------------------- |
| 2006 | The Dutchess - Album studio đầu tiên - Phát hành: 19/09/2006 - Dạng đĩa: CD, tải nhạc số | 3                         | 26                        | 4                         | 8                         | 4                         | 11                        | Mỹ: 3.644.137 bản Thế giới: 6.266.000 bản |

## Đĩa đơn quán quân
| Năm  | Tên ca khúc                   | Vị trí cao nhất | Vị trí cao nhất | Vị trí cao nhất | Vị trí cao nhất | Vị trí cao nhất | Vị trí cao nhất | Vị trí cao nhất | Vị trí cao nhất | Vị trí cao nhất |
| Năm  | Tên ca khúc                   | Mỹ              | Anh             | Canada          | Úc              | New Zealand     | Brasil          | Ireland         | Đức             | Thế giới        |
| ---- | ----------------------------- | --------------- | --------------- | --------------- | --------------- | --------------- | --------------- | --------------- | --------------- | --------------- |
| 2006 | "London Bridge"               | 1               | 4               | 16              | 3               | 1               | 1               | 3               | 3               | 2               |
| 2006 | "Fergalicious"(với will.i.am) | 2               | 62              | 24              | 3               | 5               | 1               | 38              | 23              | 4               |
| 2007 | "Glamorous" (với Ludacris)    | 1               | 6               | 12              | 2               | 9               | 36              | 3               | 16              | 4               |
| 2007 | "Big Girls Don't Cry"         | 1               | 2               | 1               | 1               | 1               | 1               | 1               | 6               | 1               |
| Tổng | Đĩa đơn quán quân             | 3               | 0               | 1               | 1               | 2               | 3               | 1               | 0               | 1               |

## Điện ảnh

### Phim
| Năm  | Tiêu đề                             | Vai trò           | Ghi chú                                                   |
| ---- | ----------------------------------- | ----------------- | --------------------------------------------------------- |
| 1986 | Monster in the Closet               | Lucy              |                                                           |
| 1998 | Outside Ozona                       | Girl              |                                                           |
| 2000 | The Gentleman Bandit                | Zeke's Girlfriend |                                                           |
| 2005 | Be Cool                             | Herself           |                                                           |
| 2006 | Poseidon                            | Gloria            |                                                           |
| 2007 | Planet Terror                       | Tammy Visan       |                                                           |
| 2008 | Madagascar: Escape 2 Africa         | Bạn gái của Hippo | Lồng tiếng                                                |
| 2009 | Arthur and the Revenge of Maltazard | Replay            | Lồng tiếng                                                |
| 2009 | Nine                                | Saraghina         | Đề cử — Giải SAG cho dàn diễn viên điện ảnh xuất sắc nhất |
| 2010 | Marmaduke                           | Jezebel           | Lồng tiếng                                                |
| 2011 | Steve Jobs: One Last Thing          | Chính cô          | Tài liệu                                                  |
| 2017 | Double Dutchess: Seeing Double      | Fenix/chính cô    |                                                           |

### Truyền hình
| Năm       | Tiêu đề                                 | Vai trò                                 | Ghi chú                                                                                            |
| --------- | --------------------------------------- | --------------------------------------- | -------------------------------------------------------------------------------------------------- |
| 1984–1989 | Kids Incorporated                       | Stacy                                   | Vai chính (Mùa 1–6)                                                                                |
| 1984      | It's Flashbeagle, Charlie Brown         | Sally Brown (lồng tiếng)                | Truyền hình đặc biệt                                                                               |
| 1985      | Snoopy's Getting Married, Charlie Brown | Sally Brown (lồng tiếng)                | Truyền hình đặc biệt                                                                               |
| 1985–1986 | The Charlie Brown and Snoopy Show       | Sally Brown / Patty                     | Lồng tiếng vai chính                                                                               |
| 1986      | Mr. Belvedere                           | Beth                                    | "Valentine's Day" (mùa 2; tập 18)                                                                  |
| 1994      | Married... with Children                | Ann                                     | "Nooner or Nothing" (mùa 8; tập 21)                                                                |
| 1995      | California Dreams                       | Christy                                 | "Tiffani's Gold" (mùa3; tập 17)                                                                    |
| 1998–2001 | Great Pretenders                        | Host                                    | Mùa 1–3                                                                                            |
| 2003      | Rocket Power                            | Shaffika (lồng tiếng)                   | "Reggie's Big (Beach) Break" (mùa 3; tập 16)                                                       |
| 2004      | Las Vegas                               | Chính cô (cùng với the Black Eyed Peas) | "Montecito Lancers" (mùa 2; tập 7)                                                                 |
| 2006      | Instant Def                             | Ella Fitzpatrick (Tag) / Bad Seed Ella  | Vai chính                                                                                          |
| 2007–2016 | Dick Clark's New Year's Rockin' Eve     | Host                                    | Hollywood concert segments                                                                         |
| 2007      | Class of 3000                           | Mrs. Claus (lồng tiếng)                 | "Class of 3000 Christmas Special" (mùa 2; tập 9)                                                   |
| 2009–2012 | The Cleveland Show                      | Jill / Mrs. Richter / Vanessa           | Lồng tiếng; "Pilot" (mùa 1; tập 1) "Buried Pleasure" (mùa 1; tập 13) "Jesus Walks" (mùa 3; tập 19) |
| 2011      | Avon Voices                             | Giám khảo/ Mentor                       | |
| 2012      | Fanboy & Chum Chum                      | Copy Kitten / Teacher's Pet             | "Super Chums" (mùa 2; tập 25)                                                                      |
| 2012      | Kick Buttowski: Suburban Daredevil      | April (lồng tiếng)                      | "Bromance" (mùa 2; tập 16b)                                                                        |
| 2013      | Fashion Police                          | Mentor khách mời                        | "April 12, 2013" (mùa 8; tập 16) "Ngày 11 tháng 6 năm 2013" (mùa 8; tập 25)                        |
| 2018      | The Four: Battle for Stardom            | Host                                    | Season 1–2                                                                                         |
| 2018      | The Launch                              | Mentor khách mời                        | "Soldier of Love" (mùa 1; tập 4)                                                                   |
| 2018      | The Talk                                | Guest co-host                           | Mùa 8; tập 186                                                                                     |